# Archdale (Randolph County, North Carolina)
Archdale ist ein Ort im Bundesstaat North Carolina in den Vereinigten Staaten von Amerika und liegt in den Countys Randolph und Guilford County. Das U.S. Census Bureau ermittelte bei der Volkszählung 2020 eine Einwohnerzahl von 11.907.

## Geschichte
Archdale, vormals Bush Hill, war anfangs eine überwiegend von Quäkern bewohnte Siedlung und erhielt den Namen Archdale zu Ehren von John Archdale, einem frühen Governor, der ebenfalls ein Quäker gewesen war. Die offizielle Registrierung erfolgte im Juli 1969.

## Geographie
Nach dem United States Census Bureau umfasst das Stadtgebiet eine Fläche 20,3 km².

## Demographie
Nach der Volkszählung im Jahr 2000 lebten hier 9014 Menschen in 3743 Haushalten und 2623 Familien. Die Bevölkerungsdichte beträgt 444,5 Einwohner pro km². Ethnisch betrachtet setzt sich die Bevölkerung zusammen aus 93,2 % weißer Bevölkerung, 2,75 % Afroamerikanern, 0,47 % amerikanischen Ureinwohnern, 2,04 % Asiaten, 0,74 % Bewohner aus anderen ethnischen Gruppen, 0,8 % stammen von zwei oder mehr Ethnien ab. 1,81 % der Bevölkerung sind spanischer oder lateinamerikanischer Abstammung.
Von den 3743 Haushalten hatten 32,1 % Kinder unter 18 Jahren, die bei ihnen lebten, 56,8 % davon waren verheiratete, zusammenlebende Paare, 9,7 % waren allein erziehende Mütter und 29,9 % waren keine Familien. 26,2 % bestanden aus Singlehaushalten und in 8,3 % lebten Menschen mit 65 Jahren oder älter. Die Durchschnittshaushaltsgröße betrug 2,38 und die durchschnittliche Familiengröße war 2,87 Personen.
23,2 % der Bevölkerung waren unter 18 Jahre alt. 8,3 % zwischen 18 und 24 Jahre, 32,4 % zwischen 25 und 44 Jahre, 23,5 % zwischen 45 und 64, und 15,6 % waren 65 Jahre alt oder älter. Das Durchschnittsalter betrug 37 Jahre. Auf 100 weibliche Personen kamen 93,2 männliche Personen. Auf 100 Frauen im Alter von 18 Jahren oder darüber kamen 90,2 Männer.
Das jährliche Durchschnittseinkommen eines Haushalts betrug $41.693 und das jährliche Durchschnittseinkommen einer Familie betrug $50.245. Männer hatten ein durchschnittliches Einkommen von $34.449 gegenüber den Frauen mit $24.424. Das Prokopfeinkommen betrug $20.424. 5,7 % der Bevölkerung und 5,3 % der Familien lebten unterhalb der Armutsgrenze. 7,5 % von ihnen sind Kinder und Jugendliche unter 18 Jahre und 7,3 % sind 65 Jahre oder älter.